# Sexy Commando Gaiden: Sugoi yo!! Masaru-san
Sexy Commando Gaiden: Sugoi yo!! Masaru-san (セクシーコマンドー外伝 すごいよ!!マサルさん, Sekushī Komandō Gaiden: Sugoi yo!! Masaru-san, lit. "História secundária do Sexy Commando: Isso é incrível!! Sr. Masaru") é um mangá japonês escrito e ilustrado por Kyosuke Usuta. O mangá (com 79 capítulos no total) foi publicado na Weekly Shōnen Jump de 1995 a 1997. Em 1998, virou uma animação pela rede japonesa TBS e exibiu 48 episódios de sete minutos como parte do bloco de programa de televisão Wonderful. O anime segue os primeiros 48 capítulos do mangá quase palavra por palavra, pois o diálogo usado na série e as cenas desenhadas foram retiradas diretamente dos painéis do mangá.

## Enredo
O clube extracurricular Sexy Commando da escola de ensino médio Wakame consiste de 5 a 6 membros do sexo masculino, incluindo o diretor, uma gerente e um pequeno animal de estimação misterioso. A estranha arte do Sexy Commando (que remonta ao período Muromachi do Japão) é uma arte marcial; entretanto, em vez de se concentrar em como derrotar um oponente com força física, a arte se concentra em como distrair o oponente a ponto de que ele seja incapaz de lutar. Existem muitas técnicas, embora o clube tenda a favorecer a abertura das calças (Erīze no Yūutsu).

## Personagens
Masaru Hananakajima (花中島マサル, Hananakajima Masaru) Voz de: Yūji Ueda
Antes de encontrar o livro guia Sexy Commando e se aventurar em férias de três meses como um eremita da escola, Masaru era um novo aluno transferido para a escola Wakame. Depois de se matricular, ele se juntou e derrotou todos os membros de todos os clubes de artes marciais da escola (Karate, Judô, etc.). Ele tem uma força tremenda e uma tremenda falta de bom senso e compreensão das habilidades sociais. Ele criou o Sexy Commando Club depois que o Karate Club perdeu todos os seus membros e, portanto, enfrentou o cancelamento. Ele quase sempre usa jeans, uma camiseta de mangas compridas e dois anéis dourados metálicos em seus ombros que ele "encontrou" (os anéis certamente parecem ser extraterrestres, porque Masaru atacou dois alienígenas que vieram buscá-los). Os anéis também criam crescimento instantâneo do cabelo e interferem nos displays eletrônicos (uma caixa registradora exibia "Help me" e uma balança eletrônica exibia "Lardbutt" quando os anéis estavam próximos). Ele adora bigodes, dar apelidos estranhos e desenhar nos rostos daqueles que derrotou com marcador permanente; ele frequentemente escreve o personagem 肉 ( niku, carne) na testa de oponentes derrotados (esta é uma das várias referências no programa ao longo mangá Kinnikuman). Ele é o chefe do clube e criou a música, as regras e a marca de símbolo do clube. Em sua infância, Masaru se rotulou como um "Comandante Shōjo", mas depois dos esforços de seu pai para mudar seu filho, Masaru decidiu abandonar esse título.
Okometsubu Fujiyama (藤山起目粒, Fujiyama Okometsubu) Voz de: Jun'ichi Kanemaru
Apelido: Fuumin (フ ー ミ ン)
Fuumin é um estudante normal transferido para a Wakame High School e é o narrador da história. Ele também fornece o tsukkomi para o boke de Masaru. Um pouco baixo e de aparência fraca, ele involuntariamente se torna amigo de Masaru e um membro do clube. Ele adora gatos.
Machahiko Kondō (近藤真茶彦, Kondō Machahiko) Voz de: Kazuya Ichijō
Apelido: Machahiko (マ チ ャ 彦)
Machahiko é o ex-chefe alto e loiro do Karate Club. Uma vez que Masaru se junta ao clube e derrota todos os membros do clube, todos os alunos envolvidos no clube desistem e Machahiko deve recrutar novos membros antes que o clube seja dissolvido pela escola. Masaru então se oferece para ajudar, e o clube é salvo, mas o nome do clube é alterado para Sexy Commando Club. Machahiko pode ser instantaneamente encorajado ou desanimado ao mencionar que o que ele faz é "viril" ou não.
Tsuyoshi Isobe (磯辺強, Isobe Tsuyoshi) Voz de: Yūichi Nagashima
Apelido: Kyasharin (キ ャ シ ャ リ ン) que basicamente significa "ossos delicados".
Kyasharin tem o cabelo tingido de castanho e é um saco de ossos completamente emaciado, em parte devido ao seu vício em suplementos vitamínicos. Ele se junta ao clube para ficar mais forte, e por um breve período fica mais forte, deixando as vitaminas para se alimentar e se exercitar. Infelizmente, sua dependência de suplementos vitamínicos continua, e toda vez que ele os toma, grita "Okure-nisan" (uma referência ao comediante japonês Sr. Okure, que também é extremamente magro). Ele também foi o ás de seu time de beisebol no ensino médio.
Kojirō Satō (佐藤吾次郎, Satō Kojirō) Voz de: Ryō Naitō
Apelido: Afro-kun (ア フ ロ 君Afuro-kun)
Afro-kun se junta mais tarde na história, e é um personagem semi-principal. Depois de implorar a Masaru para torná-lo mais "individualista", Masaru dá a esse nerd um permanente, e então o chama de "Afro-kun". Um adversário do Sexy Commando mais tarde rasga dois buracos no cabelo afro e seu cabelo assume uma forma mais triangular. Ele é extremamente inteligente, mas não tem jeito com as meninas.
Nobuyuki Sakakibara (Sakakibara Nobuyuki) Voz de: Kazuhiko Inoue
Apelido: Susan Fumiko Tanaka (田中 ス ー ザ ン ふ 美 子Tanaka Sūzan Fumiko)
Susan é, na verdade, Nobuyuki Sakakibara, um ex-Sexy Mate (participante do Sexy Commando) que venceu o All-Japan Sexy Commando Tournament por seis anos consecutivos. Ele foi professor e agora é o diretor da escola. De repente, ele envelheceu quando gastou toda a sua energia empurrando a escola dez centímetros (101,600 mm) de sua fundação para inspirar um aluno preguiçoso (que mais tarde se tornou primeiro-ministro). Ele veste uma máscara de esqui vermelha quando deseja se tornar Susan (e esconder sua identidade para Masaru).
Club Manager Tomoe Kitahara (北原ともえ, Kitahara Tomoe) Voz de: Hiroko Konishi
Apelido: Moe-moe (も え も え)
Moemoe se juntou ao grupo acreditando inicialmente que o clube era na verdade o "Clube do Bigode". Ele compartilha o amor de Masaru por pelos faciais, já que seu pai morreu tentando deixar o "lendário bigode azul" crescer. Ele sempre apóia as outras pessoas do clube. Ele também passa um tempo considerável com Meso.
Patrocinador do Clube Tatsurō Matsuda (松田達郎, Matsuda Tatsurō) Voz de: Hiroshi Takahashi
Apelido: Torepan (ト レ パ ン)
Torepan é um irritante treinador de educação física que patrocina o Sexy Commando Club. Ele sempre usa calças de treino (daí o apelido Torepan), usa óculos escuros de aviador e está sempre assobiando ao apito do treinador. Uma vez, ele aposta o dinheiro da dotação do clube em um jogo de beisebol (Sexy Commando Club vs. Clube de Beisebol) que o Sexy Command Club vence posteriormente. Os membros do clube não ligam para ele e o consideram um incômodo.
Club Mascot Meso (メソ) Voz de: Omi Minami
É questionável o que é Meso, porque embora o pequeno e fofo munchkin amarelo com um bigode azul para as sobrancelhas seja o mascote da equipe, seu zíper (localizado nas costas) se abriu várias vezes e várias outras formas de vida surgiram de dentro (o final do anime tem Maetel do Galaxy Express 999, por exemplo). O comentário usual de Meso é "Mokyu". Ele é conhecido por ser extremamente violento quando ameaçado e tem um conjunto impressionante de presas e garras. Ele foi encontrado em uma nave espacial ou em um café chamado Dosukoi Kissa Je T'aime, dependendo da opinião dos membros do clube.

## Recepção
É considerado um sucesso no Japão; seus sete volumes venderam mais de 7 milhões de cópias. Em uma pesquisa da Oricon de 2008 entre 900 homens e mulheres de 10 a 40 anos, Sexy Commando Gaiden foi votado como o terceiro mangá mais divertido; entre pessoas de 20 a 29 anos, foi o mais votado. Em uma enquete de leitores de 2017 no Goo, a série ficou em nono lugar entre os 50 melhores animes de gag. Jonathan Bethune, na Publishers Weekly, disse: "A escrita de Usuta evita consistentemente as piadas óbvias encontradas na comédia shonen típica e, em vez disso, desafia os leitores com seu humor e sua sátira inteligente". Comentando sobre a adaptação para anime, Justin Sevakis, da Anime News Network, chamou a série de magnum opus de Akitaro Daichi em termos de "comédia ridícula e espástica".